# Bogati i čudni
Bogati i čudni (eng. Rich and Strange) britanska je drama-komedija iz 1931. koju je režirao Alfred Hitchcock, kojemu je to 17. film. Radnja se labavo zasniva na romanu kojeg je napisao Dale Collins, a scenarij su napisali sam Hitchcock i njegova supruga Alma Reville. Glavne uloge tumače Henry Kendall, Joan Barry i Percy Marmont.

## Radnja
London. Fred se vraća umoran s posla. Pri odlasku, ne može otvoriti svoj kišobran na ulici iako pada kiša. U podzemnoj, u vlaku se zbog naglog kočenja slučajno uhvati za perje šešira neke gospođe i otrgne joj ga. Tek pred kućom uspijeva otvoriti kišobran, a supruga Emily ga čeka s pudingom od bubrega. Ukratko, Fred je sit svojeg života. Na sreću, dobiva brzojav od rođaka koji ga obavijesti da je naslijedio puno novaca. Sretni, Emily i Fred odmah odluče krenuti na putovanje do istočne Azije. U Parizu, stanu pogledati neku predstavu te se završno ukrcaju na putnički brod za Aziju. No već kad uplove u Sredozemno more, Freda počne mučiti morska bolest. S druge strane, Emily se sve više udaljuje od njega te pada na šarm pustolova Gordona. 
Brod stigne do Port Saida te uplovi do Sueskog kanala. Pri jednoj zabavi, Freda očara jedna žena koja tvrdi da je „Princeza“. Nakon dugog putovanja, brod nakratko stane kod Singapura. Tamo Gordon pozove Emily da pobjegne s njim, no ona se ipak vrati svojem suprugu – kojeg je u hotelu opljačkala „Princeza“  i pobjegla s njegovim novcem. Da stvari budu još gore, kada se vrate, paru potone brod te ih jedva spase kineski moreplovci. Nakon toliko čudnih pustolovina, par se konačno vrati natrag u svoj dom u London i u stari život. 

## Glume
- Henry Kendall - Fred Hill
- Joan Barry - Emily Hill
- Percy Marmont - Gordon
- Betty Amann – „Princeza“
- Hannah Jones - Gđa. Porter

## Zanimljivosti
Film nije bio osobito zapažen ni kod kritike ni kod publike. Ipak, Hitchcock je u razgovoru za biografsku knjigu „"Hitchcock"“ François Truffauta izjavio da su „Bogati i čudni“ ipak imali barem jednu spomena vrijednu šalu koja je u međuvremenu postala legendarna: ona u kojoj Freda i Emily spase kineski moreplovci te im daju neku hranu. Par sve pojede i zaključi kako im je hrana odlična. No onda otkriju recept – pojeli su mačku.

## Vanjske poveznice
- Bogati i čudni u internetskoj bazi filmova IMDb-a
- Rotten-Tomatoes.com
- Cijeli film online